# Carlos André Filipe Martins
Carlos André Filipe Martins, noto semplicemente come Carlos André (Setúbal, 15 aprile 1982), è un ex calciatore portoghese, di ruolo centrocampista.

## Carriera
Ha giocato nella massima serie cipriota.